# Boris Kirnasowski
Boris Jefimowicz Kirnasowski (ros. Бори́с Ефимович Кирнасо́вский, ur. 1918, zm. 1986) – radziecki dyplomata.
Członek WKP(b), od 1950 pracownik Ministerstwa Spraw Zagranicznych ZSRR, 1958-1962 radca Ambasady ZSRR w Indonezji, od 21 października 1964 do 21 czerwca 1968 ambasador nadzwyczajny i pełnomocny ZSRR w Laosie. Od 10 listopada 1970 do 26 maja 1975 ambasador nadzwyczajny i pełnomocny ZSRR w Nepalu, od 28 listopada 1978 do 26 czerwca 1981 ambasador nadzwyczajny i pełnomocny ZSRR w Etiopii, od 18 grudnia 1981 do 19 listopada 1985 ambasador nadzwyczajny i pełnomocny ZSRR na Sri Lance, od 18 grudnia 1981 do 1985 ambasador nadzwyczajny i pełnomocny ZSRR na Malediwach